# Ладіслаус Борткевич
Ладісла́ус Бортке́вич (пол. Władysław Bortkiewicz, нім. Ladislaus Bortkiewicz, 7 серпня 1868, Санкт-Петербург, Російська імперія — 15 липня 1931, Берлін, Німеччина) — російський економіст і статистик польського походження, один із засновників сучасної  математичної статистики, зробив значний внесок у  розподіл Пуассона.

## Життєпис
Батьком Ладіслауса Борткевича був Йозеф Борткевич, а мати — Олена Борткевич з родини Рокицьких. Йозеф Борткевич, польський дворянин, служив у російській армії полковником і був лектором  артилерії і  математики у військовому училищі. Він написав кілька підручників з математики,  економіки та  бухгалтерського обліку.
Ладіслаус Борткевич закінчив юридичний факультет у Санкт-Петербурзі в 1890 році, потім вивчав  статистику і  політичну економію у Страсбурзькому університеті. Він отримав докторський ступінь у 1893 році у  Геттінгенському університеті. У 1895—1897 роках за підтримки Г. Кнаппа і В. Лексиса був призначений приват-доцентом в Страсбурзькому університеті, де читав лекції зі страхування робітників і теорії статистики. У 1897 р. повернувся в Росію, де розпочав роботу в дирекції залізниці і паралельно у 1899—1901 роках викладав статистику в престижному  Імператорському Александровському ліцеї в Санкт-Петербурзі. У 1901 він був призначений професором-екстраординарником (доцентом) в  Університеті ім. Гумбольдта і провів решту свого життя в Берліні. Після введення університетських реформ у  Веймарській республіці Борткевич був підвищений до звання професора ordinarius (повний професор). Також, він викладав у 1906—1923 роках в  Берлінській школі економіки.
Борткевич був членом багатьох наукових товариств, у тому числі  Шведської королівської академії наук, Королівської статистичної спілки, Американської статистичної асоціації і  Міжнародного статистичного інституту. Він дружив з іншим польським дослідником — професором Берлінського університету  Александром Брюкнером. Був головою школи послідовників В. Лексиса.

## Внесок у науку
Борткевич багато писав російською і німецькою мовами, особливо з теоретичних питань статистики та політичної економії, а також в «Енциклопедичному словнику Ф. А. Брокгауза та І. А. Ефрона».
Він, здебільшого, займався застосуванням математичної статистики для дослідження проблем  демографії та природничих наук. У політекономії йому належить важливий аналіз схеми відтворення Карла Маркса і проблеми трансформації з останніх двох томів «Капіталу».
У статистиці досліджував  розподіл Пуассона. Так, у 1908 році він відкрив і сформулював закон малих чисел для випадків рідкісних явищ, який увійшов потім до теорії статистики. У своїй праці «Закон малих чисел» він вперше зазначив, що події з низькою частотою у великій популяції йдуть по розподілу Пуассона навіть тоді, коли ймовірності подій змінюються. Дехто припускав, що розподіл Пуассона слід називати «розподілом Борткевича».
Після смерті Борткевича його праці були передані на зберігання в Уппсальський університет у Швеції.